# Castle Geyser
Castle Geyser (in het Nederlands ook wel Kasteelgeiser) is een conusgeiser in het Upper Geyser Basin van Yellowstone National Park.

## Uitbarsting
Een uitbarsting van Castle Geyser begint zonder voortekenen, hoewel er tussen twee uitbarstingen soms waterspetters uit de geiser komen. Na een kleine uitbarsting komen er, naast waterspetters, af en toe ook waterstralen uit de geiser. Dit gaat door totdat een uitbarsting begint. Een grote en een kleine uitbarsting beginnen op dezelfde manier, het verschil tussen een grote en een kleine uitbarsting is dat een kleine uitbarsting na een pauze niet opnieuw start. Pauzes van een aantal seconden komen een aantal keer tijdens een uitbarsting voor.

### Grote uitbarsting
Een grote uitbarsting (een zogenaamde major) begint met een waterfase die ongeveer 20 minuten duurt. Na de waterfase volgt er een stoomfase van ongeveer 30 tot 40 minuten. De tijd tot de volgende uitbarsting is ongeveer 13 uur, maar als een grote uitbarsting volgde op een kleine kan de volgende uitbarsting 14 tot meer dan 18 uur op zich laten wachten.

### Kleine uitbarsting
Een kleine uitbarsting (een zogenaamde minor) begint op dezelfde manier als een grote, maar nadat de geiser voor een aantal seconden pauzeert, wordt de uitbarsting niet hervat. Nadat de kleine uitbarsting gestopt is, begint de geiser al vrij snel met spetteren en zo nu en dan komt ook een waterstraal uit de geiser. Dit gaat door totdat de volgende uitbarsting begint. De tijd tot de volgende uitbarsting wordt ongeveer bepaald door de uitbarstingstijd, waarbij 1 minuut uitbarsten ongeveer gelijk staat aan 1 uur in 'rust'. Het aantal kleine uitbarstingen is in de laatste jaren toegenomen, hoewel er nog steeds meer grote dan kleine uitbarstingen zijn.

## Verbindingen met andere geisers
Castle Geyser staat in verbinding met Gizmo Geyser, een kleine geiser aan de voet van de conus van Castle Geyser. Wanneer een uitbarsting van Castle Geyser nadert, zijn de intervallen van deze geiser korter en de duur van de uitbarstingen langer.
Castle Geyser staat echter niet in verbinding met de eveneens aan zijn voet gesitueerde Tortoise Shell Spring, een van de warmste warmwaterbronnen in Yellowstone National Park.

## Geschiedenis

### Algemeen
De geiser kreeg zijn naam tijdens de Washburn–Langford–Doane expeditie in 1870, omdat, volgens de expeditieleden Henry D. Washburn en Nathaniel P. Langford, de conus van de geiser leek op ruïnes van een oude kasteeltoren.
De leeftijd van Castle Geyser wordt geschat op niet meer dan 10.400 en waarschijnlijk minder dan 8800 jaar. Daarnaast zijn er signalen dat de geiser tijdens die periode maar sporadisch actief is geweest, omdat er sporen van aarde en dode bomen zijn op de conus van de geiser. De huidige actieve periode startte rond de 1000 jaar geleden.
Castle Geyser werd beïnvloed door de Denali-aardbeving in 2002 in Alaska. Sinds deze aardbeving komen uitbarsting minder vaak voor.

### Uitbarstingstypen
Naast de grote en kleine uitbarstingstypen, had Castle Geyser nog een aantal andere. Er was een uitbarsting die hoofdzakelijk bestond uit een stoomfase met zo nu en dan een aantal minuten aan waterfase. Wanneer de geiser dit uitbarstingstype had, was er eens in de zoveel weken een krachtige uitbarsting met een waterfase van 10 minuten en daarop volgend een stoomfase van enkele uren.
Daarnaast was er een uitbarstingstype die een totale duur had van twee tot vier minuten met een waterfase, zonder een erop volgende stoomfase. Dit uitbarstingstype staat nu bekend als een kleine uitbarsting, maar in plaats van 2 tot 4 minuten, is deze uitbarsting 1 tot 14 minuten lang.
De Hebgen Lake-aardbeving in 1959 introduceerde het grote uitbarstingstype.
- Virtual International Authority File: 315140160